# Kiejsze (osada leśna)
Kiejsze – osada leśna w Polsce, położona w województwie wielkopolskim, w powiecie kolskim, w gminie Babiak.
W latach 1975–1998 miejscowość administracyjnie należała do województwa konińskiego.

## Demografia
Poniższa demografia jest z 2021
| Opis                                | Ogółem | Ogółem | Kobiety | Kobiety | Mężczyźni | Mężczyźni |
| ----------------------------------- | ------ | ------ | ------- | ------- | --------- | --------- |
| Jednostka                           | osób   | %      | osób    | %       | osób      | %         |
| Populacja                           | 89     | 100    | 39      | 43,82   | 50        | 56,18     |
| Wiek przedprodukcyjny (0–17 lat)    | 22     | 24,72  | 7       | 7,87    | 15        | 16,85     |
| Wiek produkcyjny (18–65 lat)        | 50     | 56,18  | 22      | 24,72   | 28        | 31,46     |
| Wiek poprodukcyjny (powyżej 65 lat) | 17     | 19,1   | 10      | 11,24   | 7         | 7,87      |